# 5694 Берений
5694 Берений (5694 Berényi) — астероїд головного поясу, відкритий 24 вересня 1960 року.
Тіссеранів параметр щодо Юпітера — 3,359.